# Hưng phấn

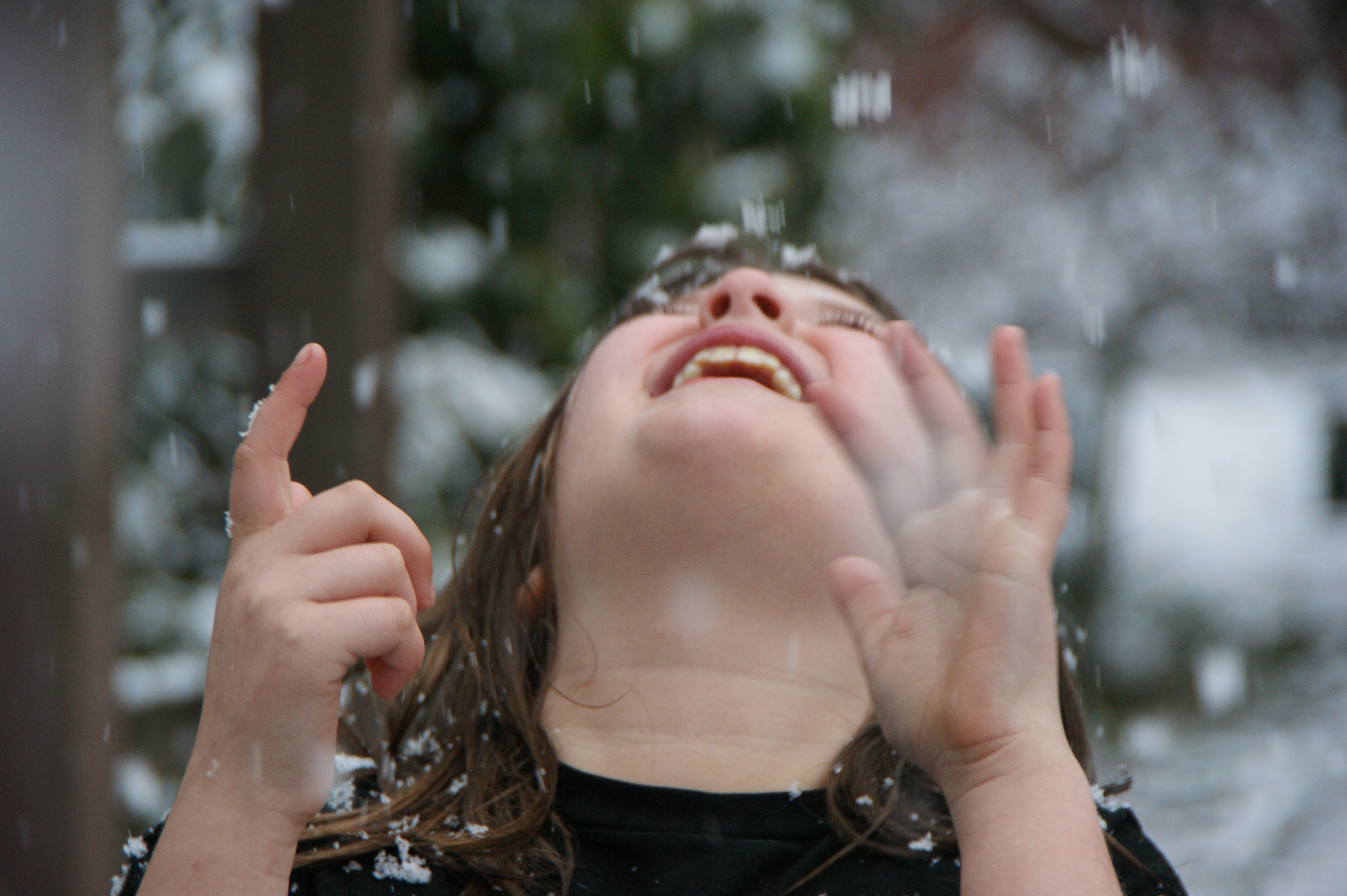
Vui chơi có thể làm tăng cảm giác thích thú và hưng phấn, như cô bé đang nghịch tuyết này

Hưng phấn (tiếng Anh: euphoric, hay là phởn phơ, phê) là một trải nghiệm (hay tác động) vui sướng hoặc kích động và cảm giác hạnh phúc mãnh liệt. Trạng thái này ít có được trong các hành vi bình thường của con người, đôi khi gây ra bởi việc sử dụng các loại thuốc tác động đến thần kinh. Một số hành vi tự nhiên, chẳng hạn như các thời điểm đạt cực khoái trong hành vi quan hệ tình dục hay tâm trạng giành chiến thắng của vận động viên, có thể gây ra trạng thái hưng phấn ngắn. Trạng thái hưng phấn cũng có thể diễn ra trong quá trình thiền định nghi lễ tôn giáo.